# Фридрих Вилхелм I (Шлезвиг-Холщайн-Зондербург-Бек)
Фридрих Вилхелм I фон Шлезвиг-Холщайн-Зондербург-Бек (на немски: Friedrich Wilhelm I von Schleswig-Holstein-Sonderburg-Beck; * 2 май 1682, Дом Бек, Вестфалия, † 26 юни 1719, Франкавила, Сицилия) от Дом Олденбург, е от 1689 до 1719 г. херцог на Шлезвиг-Холщайн-Зондербург-Бек.

## Живот
Той е единственият син на херцог Август фон Шлезвиг-Холщайн-Зондербург-Бек (1652 – 1689) и съпругата му графиня Хедвиг Луиза фон Липе-Алвердисен (1650 – 1731), дъщеря на граф Фридрих I фон Шаумбург-Липе и София фон Хесен-Касел.
Фридрих Вилхелм I сменя религията си и става фелдмаршал на императорската войска. Той продава Бек на Фридрих Вилхелм, синът на чичо му Фридрих Лудвиг. Той пада убит на 37 години през 1719 г. в битката при Франкавила в Сицилия.

## Фамилия
Фридрих Вилхелм I се жени на 8 февруари 1708 г. в Мюнхен за графиня Мария Антония Изнарди ди Кастело от Санфрé (* 15 октомври 1692, Мюнхен; † 18 февруари 1762, Мюнхен), дъщеря на Франческо Антонио Максимилиано Мануел Изнарди ди Кастелло, граф на Санфре (* 1658) и Мария Магдалена Грундеман фон Фалкенберг, наследничка на Санфре и Стреви (* ок. 1670). Те имат децата:
- Луиза (1711)
- дъщеря (1712 – 1713)
- Евгения (1714 – 1717)
- Шарлота (1715 – 1716)
- Мария Анна Леополдина (1717 – 1789), омъжена на 4 август 1735 г. във Виена за Мануел де Соуза, господар на Калхариз в Португалия (* 1703), основателка на фамилията де Соуза-Холщайн.
- Йохана Амалия (Амабилия Йохана) (1718 – 1774), омъжена на 26 септември 1740 г. във Виена за херцог Мануел Телес да Силва-Тароука (1691 – 1771), дворцов строителен директор във Виена и съветник на Мария Терезия.